# Thalassa (magazine)
Pour les articles homonymes, voir Thalassa.
Thalassa est un magazine bimestriel français spécialisé dans l'univers marin ; il est directement inspiré par l'émission télévisée Thalassa de France 3. Le premier numéro est sorti le 10 mai 2006.
Le magazine traite ainsi des relations entre l’homme et la mer sous l’angle de l’évasion et de la vulgarisation scientifique. L'éditorial est signé de Georges Pernoud. Son prix de lancement a été de 4,90 €.